# Favale
Favale est une frazione de la commune de Tivoli dans la province de Rome de la région du Latium en Italie.

## Géographie
Favale est située à 2 kilomètres au nord-ouest de Tivoli en direction de Rome, qui se trouve à 24 km, et de Guidonia Montecelio sur la rive droite de l'Aniene qui la borde au sud sur environ 3 kilomètres. Favale culmine à environ 70 m d'altitude soit 150 m plus bas que Tivoli, et s'étend dans la plaine de l'Agro romano aux pieds des monts Tiburtins.
Cette frazione est attenante à celle de Campolimpido.

## Histoire
La zone de Campolimpido-Favale-Villanova est liée à l'expansion économique de la ville liée en particulier à l'exploitation des carrières de travertin situées à proximité, entre Villalba, Tivoli Terme, et Villa Adriana, ainsi qu'à celle démographique de Tivoli mais aussi de Rome. La zone Favale-Campolimpido est devenue un quartier résidentiel situé au pied des monts Tiburtins dénombrant en 2009 environ 2800 habitants.